# La tigre nell'ombra
La tigre nell'ombra (The Sleeping Tiger) è un film del 1954 diretto da Joseph Losey, e tratto dal romanzo The Sleeping Tiger di Maurice Moisejewitsch. È la prima produzione britannica di Losey, che all'epoca era stato incluso nella lista nera del maccartismo e firma la pellicola con lo pseudonimo di Victor Hanbury, in realtà produttore del film. Hanbury «in seguito affermerà di sentirsi imbarazzato perché dopo un film così gli sarebbero arrivate proposte che non sarebbe stato in grado di accettare. 

## Trama
Due criminali vagano per le strade di Londra in una notte buia. Frank Clemmons (Dirk Bogarde), un giovane borghese spavaldo, usa una pistola per rapinare lo psichiatra Dr. Clive Esmond (Alexander Knox) fuori dalla lussuosa casa di quest'ultimo, ma il dottore sopraffà Clemmons.
Tornando a casa da Parigi, la moglie di Esmond, Glenda (Alexis Smith), rimane sorpresa nello scoprire Clemmons ospite in casa loro. Per evitare di essere consegnato alla polizia, l'uomo ha infatti accettato di rimanere, fungendo da cavia umana per la ricerca di Esmond, che mira a liberarlo dalla sua recidività criminale. Glenda ha delle riserve su Clemmons e si comporta in modo freddo e distaccato nei suoi confronti.
Clemmons si sottopone a regolari sedute di analisi con Esmond, che è determinato a scoprire la radice della sua indole criminale. Tra una seduta e l'altra, va a cavallo con Glenda. Sebbene inizialmente indifferente a lui, presto si ritrova attratta. Con un altro criminale, Clemmons esce di casa una notte e ruba dei gioielli. Un ispettore di polizia (Hugh Griffith) la mattina dopo lo interroga sul crimine, ma lui nega di aver mai lasciato la casa. Dopo un po', Clemmons porta Glenda al Metro, un locale notturno alla moda di Soho, dove l'attrazione conflittuale di lei per lui si approfondisce. Il giorno dopo, Glenda rimprovera Clemmons per il suo comportamento violento nei confronti di una domestica, Sally (Patricia McCarron), ma la loro discussione si conclude con un appassionato bacio che segna l'inizio della relazione tra loro.
Inizialmente ignaro, Esmond alla fine trova sua moglie in un momento compromettente con Clemmons. I sentimenti ambivalenti di Glenda la tormentano. Di nuovo al Metro con Clemmons, lui le rivolge un commento acido che la sconvolge. Mentre iniziano il viaggio verso casa, lei guida in modo spericolato e fuori controllo. Un'auto della polizia li insegue, ma riescono a sfuggirle.
Il fidanzato di Sally fa visita a Esmond per lamentarsi degli abusi che lei ha dovuto subire da Clemmons e minaccia di dirlo alla polizia. Non vengono però presentate accuse e Clemmons scopre che ciò è dovuto al fatto che Esmond ha pagato all'uomo 100 sterline. Frank reagisce compiendo un'altra rapina. Quando viene interrogato dalla polizia, Esmond fornisce un alibi a Clemmons. Questa mossa porta finalmente Clemmons a raccontare di un padre tirannico, che disprezzava profondamente. Da ragazzo, Clemmons rubò e suo padre lo consegnò alle autorità. Frank giurò vendetta contro suo padre quando fu rilasciato, ma poi fu picchiato. Suo padre morì poco dopo e matrigna lo incolpò. Clemmons ammette di aver pregato per la morte di suo padre e da allora si è sempre considerato meritevole di punizione. Esmond conclude che, dopo la morte del padre, Clemmons ha dovuto infliggersi punizioni per il resto della sua vita.
Presto Esmond inizia a comportarsi come una figura paterna nei confronti di Clemmons. I due si godono attività spensierate insieme e Glenda ne diventa gelosa. Chiede a Clemmons di fuggire con lei. Tuttavia, con l'esperimento di Esmond concluso e i nodi psicologici finalmente sciolti, Clemmons decide di costituirsi alla polizia. Glenda va istericamente da Esmond, sostenendo che Clemmons l'abbia aggredita. Esmond sale le scale con una pistola. Si sente uno sparo ed Esmond torna sostenendo di aver ucciso Clemmons. Glenda ha il cuore spezzato e finisce per dichiarare il suo amore per Clemmons. 
Quando Glenda scopre che, sebbene ci sia stato uno sparo, Clemmons non era nella stanza e se n'era già andato, lo insegue in macchina e lo trova che cammina sulla strada per il commmissariato. Gli dice di salire in macchina. Ora i ruoli si sono ribaltati: Glenda comanda e Frank obbedisce. La donna parte a tutta velocità, sterza per evitare un camion, ma si schianta contro un cartellone pubblicitario che mostra una tigre che balza. La macchina finisce in una scarpata: Clemmons sopravvive, ma Glenda muore tra le lamiere.

## Accoglienza di pubblico e di critica
Secondo Josh Billings in Kinematograph Weekly del 16 dicembre 1954, il film fu un "successo commerciale" al botteghino britannico nel 1954.
Secondo Giorgio Cremonini e Gualtiero De Marinis, il film «accosta, e non in modo convincente, la struttura del "melodramma domestico" all'asciuttezza dello stile di Losey, soprattutto a scapito di quest'ultima. Ne esce un ibrido dominato dalla freddezza, a volte da una vera e propria scarsa convinzione». 
Il film, oltre a segnare il primo incontrò tra Bogarde e Losey - con l"attore che «inizialmente non voleva prendere parte a un film diretto da un regista accusato di filocomunismo» - anticipa alcuni dei temi di uno dei capolavori della maturità del regista americano, Il servo.